# Растровая развёртка
Ра́стровая развёртка, телевизио́нная развёртка, телевизио́нный ра́стр — перемещение развёртывающего элемента в процессе анализа или синтеза изображения по определённому периодическому закону. В процессе передачи оптическое изображение преобразуется при помощи развёртки в видеосигнал, а в процессе приёма полученный сигнал преобразуется обратно в изображение. Главная область применения растровой развёртки — телевидение, поэтому она часто называется телевизионной, хотя используется также для отображения информации компьютеров и радиолокационных станций. 
Телевизионная растровая  развёртка состоит из строчной и кадровой развёрток и может быть как механической, так и электронной.
В телевизионном вещании принята прямоугольная линейно-строчная периодическая развертка (слева направо и сверху вниз) и она может быть двух видов: чересстрочной и прогрессивной.

## Чересстрочная развёртка
Чересстрочная развёртка — метод развёртки кадров, при котором каждый кадр разбивается на два полукадра (или поля), составленные из строк, выбранных через одну.
Чересстрочная развёртка применяется в тех или иных случаях для ускорения вывода изображений при ограниченной полосе пропускания (в аналоговой) или ширине канала (в цифровой технике). В видеосигнале, при сохранении количества строк изображения, применение чересстрочной развёртки в 2 раза повышает кадровую частоту по сравнению с прогрессивной.
Это используется для повышения частоты мерцания экрана выше критической, превышающей порог восприятия человеческого зрения.

## Прогрессивная развёртка
Прогрессивная развёртка — построчная развёртка телевизионного изображения, при которой кадр формируется сканированием элементов изображения в каждой строке слева направо и считыванием подряд каждой строки сверху вниз. После каждой строки и каждого кадра передаются строчные и кадровые синхроимпульсы.